# Time Bandits (band)
Time Bandits is een Nederlandse band onder leiding van frontman Alides Hidding. Met Hiddings kopstem als handelsmerk heeft de band begin jaren tachtig internationaal succes met een muzikale mix van disco, funk, soul en rock. De bezetting van Time Bandits maakte door de jaren heen een sterke wisseling door, met Hidding als enige constante factor.

## Geschiedenis

### Oprichting Time Bandits
Een solocarrière ligt voor de hand nadat Hidding in 1980 een Top 40-hit scoort met Hollywood Seven. Maar die kant wil de zanger en gitarist niet op. 'Ik vind het veel leuker om met anderen samen te werken in een band. Communiceren via muziek is het mooiste wat er is.'
Hij is ten tijde van Hollywood Seven al bezig een band te formeren. Time Bandits is vernoemd naar de film van Monty Python-lid Terry Gilliam. De band bestaat in de beginfase naast zanger en gitarist Hidding uit bassist Peter Smid (eerder in Houseband), drummer Tommy Bachman en toetsenist Otto Cooymans (Hollander en later in Vitesse).

### Doorbraak
Een jaar later maken Cooymans en Bachman plaats voor de Zweedse toetsenist Åke Danielson (van The Meteors) en drummer Joris Alberda. Met de eerste single is het eind 1981 direct raak. Live It Up bereikt in Nederland de top 10 en haalt in de Verenigde Staten de zesde plaats in de Billboard Hot Dance/Disco-chart, een rangschikking van de meest gedraaide clubhits. Daarmee is de muzikale richting van de band bepaald. Het succes aan de oostkust van de Verenigde Staten leidt zelfs tot een optreden in Studio 54 in New York, herinnert Hidding zich.
Time Bandits scoort in 1983 drie Nederlandse top 10-hits. I'm Specialized in You behaalt de tweede plaats in de Top 40. Hidding schrijft het nummer naar eigen zeggen in zeven minuten. 'Dat begon als grap. Ik dacht: laat ik ook eens iets doen wat lekker voortkabbelt.'
Over Listen to the Man with the Golden Voice hoort Hidding vaak beweren dat het over David Bowie zou gaan. Die fabel weerspreekt de componist. Het gaat over de verleidingen van het nachtleven, de duivel die je lokt.

### Internationaal succes
Het succes beperkt zich niet tot de landsgrenzen. In Frankrijk worden 450.000 exemplaren verkocht van I'm Specialized in You. Ook in Portugal wordt de top 10 gehaald. I'm Only Shooting Love bereikt de tweede plaats in de Billboard Hot Dance/Disco-chart in de Verenigde Staten.
Verschillende Europese tournees volgen. In het oog springen de kleurige en extravagante outfits van de band. 'Die tijd bracht dat met zich mee. Grote kapsels, oogschaduw. Je kunt in een spijkerbroek op het podium gaan staan, maar dan klopt het niet', zegt Hidding in het boek "Listen to the man with the golden voice".

### Tour down under
I'm Only Shooting Love staat in de eerste week van juli 1984 bovenaan de hitlijsten in Nieuw-Zeeland. Die single haalt de top 10 in Australië, evenals opvolger Endless Road.
Time Bandits tourt in het voorjaar van 1985 enkele maanden door het zuiden van Australië, in een deels nieuwe bezetting. Bassist Dick Schulte Nordholt en drummer Kim Haworth hebben in 1984 het stokje overgenomen van Smid en Alberda. Beiden zijn, net als Danielson, afkomstig uit The Meteors.
'De ultieme jongensdroom', noemt Hidding de tour door Australië. 'We hebben zelfs met een privévliegtuig gereisd, dat kan niemand je meer afpakken.' Tijdens het touren wordt een clip opgenomen voor Endless Road. Dat lied gaat niet over de uitgestrekte wegen van Australië, maar over 'de zoektocht naar de ideale partner, die niet gemakkelijk is'. Hidding en Danielson presenteren als 'guest hosts' een aflevering van Countdown Australia.

### Samenwerking met Dan Hartman
Midden jaren tachtig brengt platenmaatschappij EMI Hidding in contact met zanger, liedschrijver en producer Dan Hartman, bekend van hits als Relight My Fire en I Can Dream About You.
Met Hartman en liedschrijver Charlie Midnight – samen rond die tijd ook verantwoordelijk voor Living in America van James Brown – schrijft Hidding I Won't Steal Away. Het wordt in april 1986 de laatste Top 40-hit voor Time Bandits.

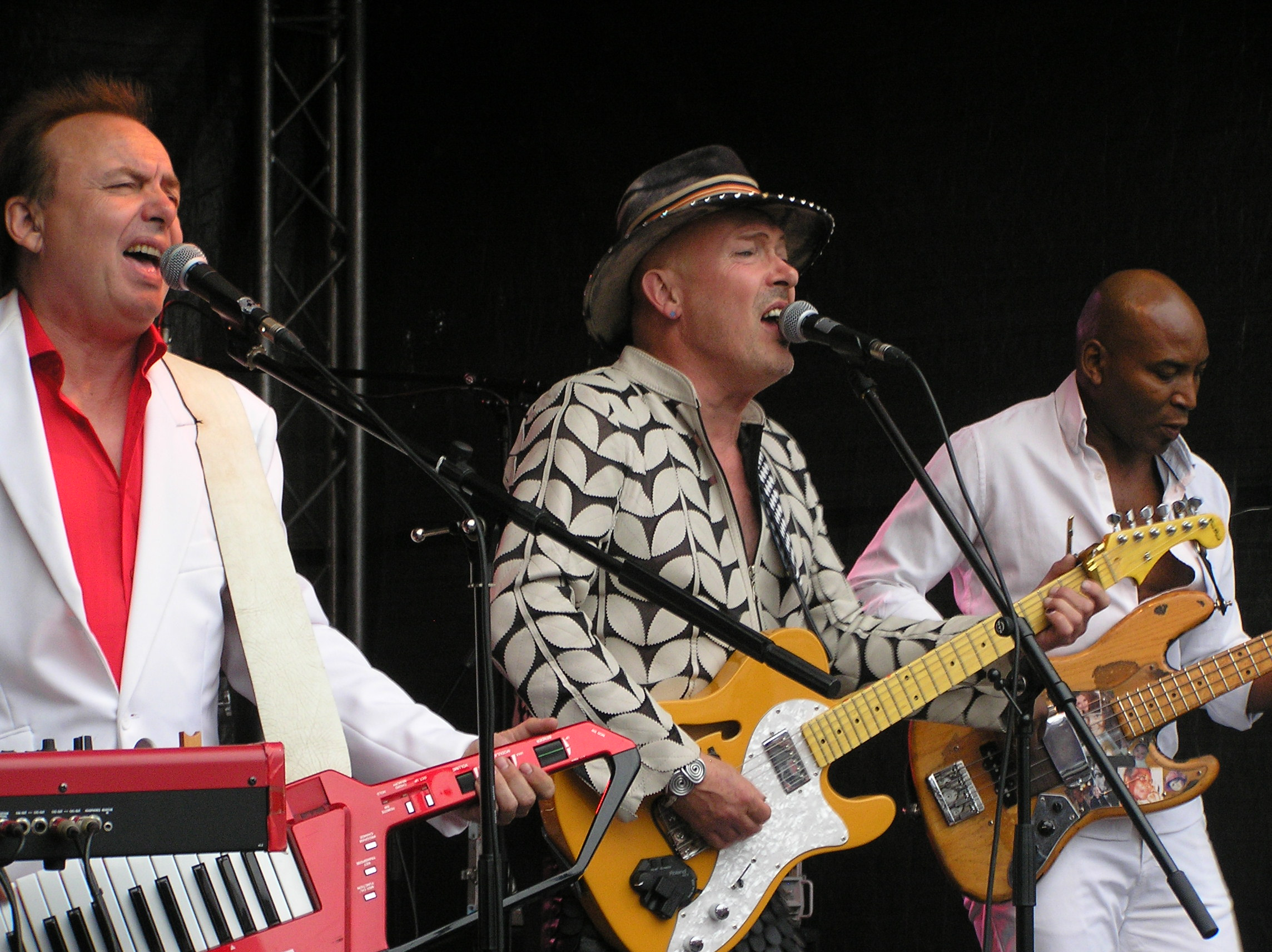
Een optreden van Time Bandits in 2016. Van links naar rechts: Ake Danielson, Alides Hidding en Gerold Olieberg.

Hidding verkast naar Los Angeles om samen met Midnight en Hartman nummers te schrijven voor een nieuw Time Bandits-album. Zijn bandleden is Hidding door dit intermezzo kwijtgeraakt. Voor het nieuwe album heeft de frontman zich omringd met nieuwe muzikanten: Hugo de Bruin (gitaar), Jean Monseau (drums), Loek Conraad (toetsen) en Michel de Groot (bas). Het album Can't Wait For Another World komt uit in 1987. We'll Be Dancing en Wildfire blijven in de tipparade steken.

### Terugkeer Time Bandits
In 2012 is Time Bandits terug met een nieuwe cd, Out of the Blue, die in Paradiso wordt gepresenteerd. Naast Hidding en Danielson bestaat de bezetting uit drummer Olaf Noordanus en bassist Gerold Olieberg. Ook staat de band weer regelmatig op podia in Nederland en België.
Na enkele bezettingswisselingen bestaat Time Bandits in 2022 uit Hidding, Noordanus, Marco van der Velden (bas), Ugene Latumeten (toetsen) en Pascal Harting (gitaar). Vanaf september 2024 treedt Alides Hidding op begeleid door wisselende muzikanten.

## Discografie

### Albums
| Album met eventuele hitnotering(en) in de Nederlandse Album Top 100 | Datum van verschijnen | Datum van binnenkomst | Hoogste positie | Aantal weken | Opmerkingen |
| ------------------------------------------------------------------- | --------------------- | --------------------- | --------------- | ------------ | ----------- |
| Time Bandits                                                        | 1982                  |                       |                 |              |             |
| Tracks                                                              | 1983                  | 22-10-1983            | 19              | 7            |             |
| Time Bandits                                                        | 1984                  |                       |                 |              |             |
| Fiction                                                             | 1985                  | 26-10-1985            | 41              | 6            |             |
| Can't wait for the world                                            | 1987                  |                       |                 |              |             |
| As life                                                             | 2007                  |                       |                 |              |             |
| Out of the blue                                                     | 2012                  |                       |                 |              |             |

### Singles
| Single met eventuele hitnotering(en) in de Nederlandse Top 40 | Datum van verschijnen | Datum van binnenkomst | Hoogste positie | Aantal weken | Opmerkingen                                                                            |
| ------------------------------------------------------------- | --------------------- | --------------------- | --------------- | ------------ | -------------------------------------------------------------------------------------- |
| Live it up                                                    | 1981                  | 19-12-1981            | 9               | 9            | #15 in de Nationale Hitparade / #8 in de TROS Top 50                                   |
| Sister paradise                                               | 1982                  | 10-04-1982            | tip11           | -            | #45 in de Nationale Hitparade                                                          |
| I'm specialized in you                                        | 1982                  | 08-01-1983            | 2               | 10           | #2 in de Nationale Hitparade / #2 in de TROS Top 50                                    |
| Listen to the man with the golden voice                       | 1983                  | 02-04-1983            | 7               | 7            | Veronica Alarmschijf Hilversum 3 / #9 in de Nationale Hitparade / #6 in de TROS Top 50 |
| I'm only shooting love                                        | 1983                  | 15-10-1983            | 6               | 7            | #10 in de Nationale Hitparade / #5 in de TROS Top 50                                   |
| Reach out                                                     | 1984                  | 05-05-1984            | 35              | 3            | #30 in de Nationale Hitparade / #33 in de TROS Top 50                                  |
| Endless road (and I want you to know my love)                 | 1985                  | 15-06-1985            | 16              | 10           | #18 in de Nationale Hitparade / #16 in de TROS Top 50                                  |
| Dancing on a string                                           | 1985                  | 26-10-1985            | 28              | 5            | #24 in de Nationale Hitparade / #25 in de TROS Top 50                                  |
| Only a fool                                                   | 1986                  | 04-01-1986            | tip7            | -            | #48 in de Nationale Hitparade                                                          |
| I won't steal away                                            | 1986                  | 12-04-1986            | 18              | 6            | #24 in de Nationale Hitparade                                                          |
| We'll be dancing                                              | 1987                  | 04-07-1987            | tip14           | -            | #59 in de Nationale Hitparade Top 100                                                  |
| Wildfire                                                      | 1987                  | 24-10-1987            | tip18           | -            | #65 in de Nationale Hitparade Top 100                                                  |
| Live it up 2008                                               | 2008                  | 16-08-2008            | tip12           | -            | met Johan Gielen /#17 in de Mega Top 50                                                |
| Diamonds in the sand                                          | 2022                  | -                     | -               | -            |                                                                                        |

### NPO Radio 2 Top 2000
| Nummers met noteringen in de NPO Radio 2 Top 2000 | '99  | '00  | '01  | '02  | '03  |
| ------------------------------------------------- | ---- | ---- | ---- | ---- | ---- |
| I'm Specialized in You                            | 1661 | 1610 | 1643 | 1791 | 1790 |
| Listen to the Man with the Golden Voice           | -    | 1972 | -    | -    | -    |

1. ↑  Een '-' betekent dat het nummer niet was genoteerd en een vetgedrukt getal geeft de hoogste notering van een nummer aan.
2. ↑  Deze tabel is bijgewerkt tot en met de laatste editie (2024).